# 노보볼린스크

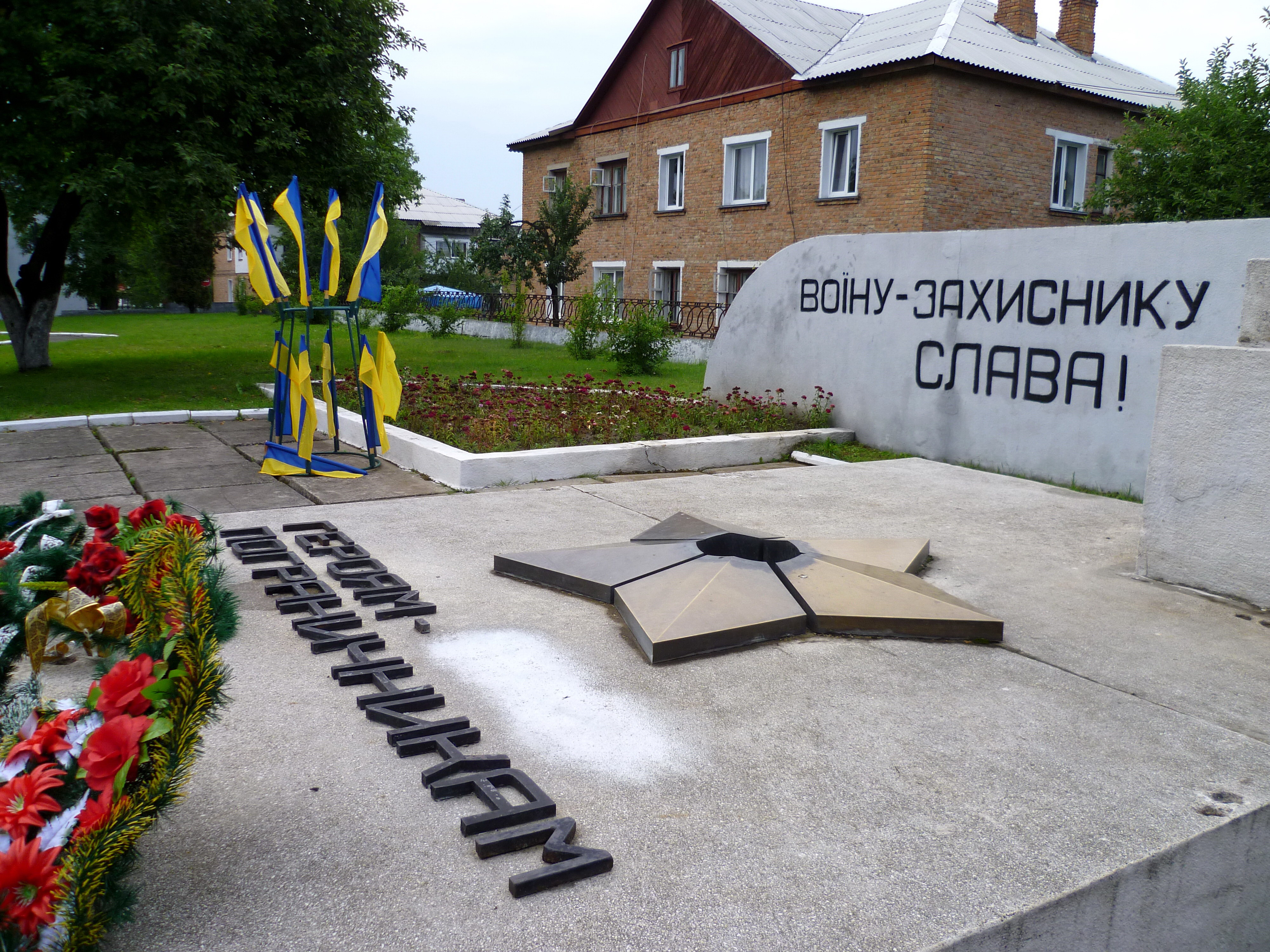
노보볼린스크 국경 경비대 기념비

노보볼린스크(우크라이나어: Нововолинськ)는 우크라이나 볼린주의 도시로 면적은 17km2, 인구는 50,100명(2024년 기준), 인구 밀도는 3,406명/km2이다.
폴란드 국경과 가까운 지점에 위치한다. 소련 시대였던 1950년에 탄광촌이 신설되었으며 1957년에 도시 지위를 부여받았다.

시기
시 문장